# Peha
Peha – słowacki zespół muzyczny pochodzący z Preszowa. Powstał w 1997 r. po odejściu Kataríny Knechtovej i Martina Migaša z grupy IMT Smile oraz członków grupy 67th Harlem.
Dwa lata później wzbudził zainteresowanie debiutanckim albumem Niečo sa chystá (1999). W następnych latach pojawiły się nowe udane albumy Krajinou (2001), Experiment (2003) i Deň medzi nedeľou a pondelkom (2005), za które zarówno zespół, jak i główna wokalistka Katarína Knechtová, uzyskali szereg nagród. Najbardziej znanymi przebojami Pehy są Diaľkové ovládanie, Hlava vinná – telo nevinné, Naoko spím, Slnečná balada, Za tebou czy Spomaľ.
Ostatnim hitem zespołu Peha jest Muoj bože z filmu Bathory nagrany w 2008 roku, który jednocześnie jest uważany za solowe nagranie Katariny Knechtovej.

## Nagrody
- Odkrycie roku 1999
- Aurel 2001 dla najlepszej wokalistki
- Aurel 2005 dla najlepszej wokalistki, najlepszej piosenki – Za tebou, najlepszego albumu – Deň medzi nedeľou a pondelkom i najlepszej kapeli
- Aurel 2006 dla najlepszej piosenki – Spomal´
- Slávik 2007 – 3 miejsce w kategorii zespół roku
- Slávik 2007 – 2 miejsce w kategorii wokalistka roku

## Dyskografia
- Niečo sa chystá – Sony Music Bonton, CD (1999)
- Krajinou – Sony Music Bonton, CD (2001)
- Experiment – Sony Music Bonton, CD (2003)
- Deň medzi nedeľou a pondelkom – Universal Music, CD (2005)
- Best Of – Sony BMG, CD (2006)